# L-Spiel

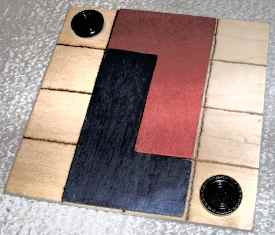
Holzmodell des L-Spiels

Das L-Spiel (oder kurz „L“) ist ein von Edward de Bono entwickeltes Brettspiel, das mit einem Minimum an Regeln auskommt, ohne trivial einfach zu sein. Erstmals vorgestellt wurde es 1968 in seinem Buch The five day course in thinking (deutsche Übersetzung: In 15 Tagen Denken lernen).

## Spielregeln

Die Startposition

Gespielt wird auf einem 4x4 Felder großen Spielbrett. Jeder Spieler hat einen vier Felder großen, L-förmigen Spielstein (den L-Stein), dazu kommen zwei neutrale Steine von der Größe eines Feldes.
Zu Beginn werden die beiden L-Steine so aneinander gelegt, dass sie die mittleren 4x2 Felder des Spielbretts bedecken. Die beiden neutralen Steine werden vor die kurzen Schenkel der L-Steine in die Ecken des Spielbretts gelegt.
Die beiden Spieler ziehen abwechselnd. Pro Spielzug muss ein Spieler seinen L-Stein in eine beliebige neue Position legen, wobei dieser auch gehoben und gewendet werden darf. Danach kann der Spieler noch einen der beiden neutralen Steine an eine freie Position legen, oder darauf verzichten.
Das Spiel ist zu Ende, sobald ein Spieler keine freie Position mehr für seinen L-Stein zur Verfügung hat.

## Zur Entwicklung des Spiels
De Bono hat das Spiel nach eigenen Angaben entwickelt, weil er zwar gerne spielt, sich aber nicht auf zu viele Spielsteine konzentrieren möchte. Seine Kriterien bei der Entwicklung waren:
- so wenige Spielsteine wie möglich
- ein möglichst kleines Spielbrett
- möglichst wenige Regeln, damit es einfach zu lernen und zu spielen ist
- das Spiel sollte auch für erfahrene Spieler noch interessant sein

## Analyse
Das L-Spiel ist einfach genug, um es komplett zu analysieren. Es gibt insgesamt 18.368 mögliche Arrangements der vier Steine, welche sich auf 2.296 grundlegend verschiedene Arrangements reduzieren lassen, wenn Spiegelungen oder Rotationen nicht getrennt betrachtet werden und die beiden neutralen Steine als austauschbar angesehen werden. Jede der Positionen kann aus einer anderen abgeleitet werden, so dass für eine Gewinnstrategie alle Arrangements betrachtet werden müssen.

## Gewinnstrategie

Die 15 Gewinnpositionen für Blau. Beachte die neutralen Steine

14 Positionen für Spieler Rot, die in ein bis vier Zügen von Rot maximal zur Niederlage führen, sollte Spieler Blau perfekt spielen

Jeweils 15 der 2296 Arrangements stellen eine Gewinnposition dar und weitere 14 Positionen führen in den nächsten Zügen zu einer dieser Gewinnpositionen. Aus den verbleibenden 2267 Positionen können zwei perfekte Spieler ein endloses Spiel austragen. Für diese Arrangements gibt es pro Spieler zwischen 13 und 221 Zugmöglichkeiten. Im Schnitt sind es etwa 90.
Ein Spieler kann nicht verlieren, wenn er seine nächsten Züge so wählt, dass der Gegner nicht in eine der 15 Gewinn- oder der 14 zum Gewinn führenden Positionen gelangen kann. Diese Arrangements gilt es zu erkennen. In jeder Gewinnposition steht mindestens ein neutraler Stein auf einer der acht Killer-Positionen, diese sind die Randfelder des Spielbretts. Zusätzlich bedeckt der L-Stein des Verlierers immer eines der Eckfelder.

## Das L-Spiel auf dem Computer
Da die komplette Analyse relativ einfach und die Anzahl der Arrangements und der Gewinnpositionen niedrig ist, wird das L-Spiel häufig als Programmierungs-Aufgabe gestellt. Nach der vorbereitenden Analyse ist es die Aufgabe des Programmierers, den Weg zu den Gewinnpositionen algorithmisch umzusetzen. Dazu kommt dann noch die Erstellung einer ansprechenden graphischen Oberfläche.